# Латур (коммуна)
Лату́р (фр. Latour, окс. La Tor) — коммуна во Франции, находится в регионе Юг — Пиренеи. Департамент — Верхняя Гаронна. Входит в состав кантона Монтескьё-Вольвестр. Округ коммуны — Мюре.
Код INSEE коммуны — 31279.

## География
Коммуна расположена приблизительно в 640 км к югу от Парижа, в 50 км к югу от Тулузы.

## Климат
Климат умеренно-океанический. Зима мягкая и снежная, весна характеризуется сильными дождями и грозами, лето сухое и жаркое, осень солнечная. Преобладают сильные юго-восточные и северо-западные ветры.

## Население
Население коммуны на 2010 год составляло 80 человек.
| 1962 | 1968 | 1975 | 1982 | 1990 | 1999 | 2010 |
| ---- | ---- | ---- | ---- | ---- | ---- | ---- |
| 106  | 112  | 89   | 77   | 77   | 103  | 80   |

## Администрация
| Период | Период | Фамилия      | Партия | Примечания |
| ------ | ------ | ------------ | ------ | ---------- |
| 2001   | 2008   | Клеман Бима  |        |            |
| 2008   | 2020   | Мишель Дюпон |        |            |

## Экономика
В 2010 году среди 59 человек трудоспособного возраста (15—64 лет) 34 были экономически активными, 25 — неактивными (показатель активности — 57,6 %, в 1999 году было 64,5 %). Из 34 активных жителей работали 29 человек (18 мужчин и 11 женщин), безработных было 5 (3 мужчин и 2 женщины). Среди 25 неактивных 7 человек были учениками или студентами, 11 — пенсионерами, 7 были неактивными по другим причинам.

## Фотогалерея
- Мэрия
- Карта коммуны